# Clypeolaria ovata
Clypeolaria ovata – gatunek chrząszcza z rodziny stonkowatych, podrodziny Eumolpinae i plemienia Nodinini.
Gatunek ten opisany został w 2002 roku przez Lwa N. Miedwiediewa.
Chrząszcz o owalnym, przysadzistym ciele długości od 3,8 do 4,4 mm. Głowa i nasadowe człony czułków żółtawobrązowe. Pozostałe człony czułków smoliste. Mikrorzeźba i punktowanie głowy gęste. Przedplecze dwukrotnie szersze niż dłuższe, gęsto punktowane i mikrorzeźbione, o bokach wąsko obrzeżonych, ubarwione żółtawobrązowo, niekiedy z ciemnymi plamkami lub prawie całe zaciemnione. W obrysie pięciokątna tarczka mikrorzeźbiona. Pokrywy o bardzo regularnie punktowany rzędach, ubarwione żółtawobrązowo ze smolistymi plamkami barkowymi i przypodstawowymi oraz takimiż paskami pośrodku i przy szwie. Spód ciała smolisty, czasem z żółtawym szczytem odwłoka.
Owad znany tylko z filipińskiej wyspy Mindanao, z prowincji South Cotabato.